# Мартін Врейсен
Мартін Врейсен (нід. Martien Vreijsen, нар. 15 листопада 1955, Бреда) — нідерландський футболіст, нападник.
Насамперед відомий виступами за клуби «НАК Бреда» та «Твенте», а також за національну збірну Нідерландів.

## Клубна кар'єра
У дорослому футболі дебютував у 1972 році виступами за команду клубу «НАК Бреда», в якій провів три сезони, взявши участь у 75 матчах чемпіонату.  Більшість часу, проведеного у складі «НАК Бреда», був основним гравцем атакувальної ланки команди.
Своєю грою за цю команду привернув увагу представників тренерського штабу клубу «Феєнорд», до складу якого приєднався 1975 року. Відіграв за команду з Роттердама наступні два сезони своєї ігрової кар'єри. Граючи у складі «Феєнорда» також здебільшого виходив на поле в основному складі команди. У складі «Феєнорда» був одним з головних бомбардирів команди, маючи середню результативність на рівні 0,36 голу за гру першості.
У 1977 році повернувся до клубу «НАК Бреда». Цього разу провів у складі його команди чотири сезони. Знову був серед основних форвардів команди.
У 1981 році перейшов до клубу «Твенте», за який відіграв 5 сезонів. Тренерським штабом нового клубу також розглядався як гравець «основи». Завершив професійну кар'єру футболіста виступами за команду «Твенте» у 1986 році.

## Виступи за збірну
У 1980 році дебютував в офіційних матчах у складі національної збірної Нідерландів. Дебютна гра виявилася єдиною для Врейсена у формі головної команди Нідерландів.
У складі збірної був учасником чемпіонату Європи 1980 року в Італії.